# Ortuma
Ortuma – wieś w Estonii, w prowincji Võru, w gminie Vastseliina.